# Мустаев, Явдат Ахатович
Явдат Ахатович Мустаев (3 сентября  1920, Стерлитамак — 18 сентября 1999, Уфа) — советский горный инженер. Доктор технических наук (1984). Заслуженный нефтяник Башкирской АССР (1974), почётный нефтяник СССР (1980).

## Трудовая деятельность
Принимал участие в советско-финляндской и Великой Отечественной войнах, командовал отделением 565-й отдельной роты связи 53-й стрелковой дивизии.
В 1951 году окончил Уфимский нефтяной институт.
С 1951 года работал в должности старшего инженера, заведующим промыслами нефтепромысловом управлении «Ишимбайнефть».
Преподавал в Ишимбайском нефтяном техникуме.
В 1960—1990 гг. являлся сотрудником предприятия БашНИПИнефть:
- с 1960 года работал в должности старшего инженера;
- с 1965 года — заведующего лабораторией;
- с 1983 года — заведующего сектором;
- с 1986 года — главного научного сотрудника.

## Научная деятельность
Научно-производственная деятельность связана с разработкой, внедрением термических методов повышения нефтеотдачи пластов и изучением эффективности их применения на Арланском месторождении нефти и Ишимбайском месторождении нефти.
Мустаев Явдат Ахатович является автором около 100 научных работ и одного изобретения.

### Публикации
- Применение тепловых методов в добыче нефти, Уфа: Башкнигоиздат, 1967[3]
- Временное руководство по ускоренной методике гидродинамических исследований скважин [Текст] / Гос. производ. объединение "Башнефть". Башк. гос. науч.-исслед. и проектный ин-т нефт. пром-сти. (БашНИПИнефть). Отд. науч.-техн. информации. - Уфа : [б. и.], 1973. - 18 с. : ил.; 20 см. На обороте тит. л.: сост. канд. наук Мустаев Я. А., Бикбаев И. М., Кубагушев Н. Г. и инж. Филончев А. И.

## Награды и звания
- Орден Славы 3-й степени (31 августа 1944).
- ордена Отечественной войны I и II степени (24 декабря 1944 и 6 апреля 1985).
- Медаль «За отвагу» (5 ноября 1943).
- Медаль «Ветеран труда» (1985).[4]
- Заслуженный нефтяник Башкирской АССР (1974).
- Отличник нефтяной промышленности СССР (1978).
- Почётный нефтяник СССР (1980).